# 程石泉
程石泉（1909年—2005年6月18日），哲學家，易學家。江蘇灌雲人，祖籍安徽歙縣。
1931年畢業于国立中央大学哲學系，曾師從方東美和湯用彤、熊十力等人。1937年至1939年留學英國牛津大學、倫敦大學學院。1960年獲美國華盛頓大學哲學博士學位。歷任國立浙江大學、国立中央大学、美國匹茲堡大學、賓州州立大學、臺灣師範大學教授和臺灣大學客座教授、東海大學榮譽講座教授。

## 著作
- 程氏易學三書：《易學新探》、《易辭新詮》、《易學新論》
- 《論語讀訓解故》(英譯本 The Confucian Analects A New Translation of the Corrected Text of Lun Yu)
- 《孔子之前後》
- 《教育哲學十論》
- 《柏拉圖三論》
- 《中西哲學比較論叢》
- 《中西文藝評論集》
- 《文哲隨筆》
- 《思想點滴》
- 《哲學、文化與時代》

## 鏈接
- 一代哲人----程石泉
- 走進易學家程石泉 （页面存档备份，存于）